# Videoaula
Uma videoaula é uma aula gravada e distribuída em forma de vídeo.
Existem videoaulas das mais diversas áreas, tratando desde reparos em automóveis à culinária, embora o conceito mais popular de videoaula seja aquela em que um instrumentista (um guitarrista, por exemplo), faz demonstrações e passa lições sobre seu instrumento.
A explosão da produção de videoaulas deu-se durante a década de 1980, com a popularização do videocassete, através das fitas VHS. Na década de 1990, os DVDs passaram a substituir as fitas VHS e uma difusão ainda mais abrangente foi propiciada através da internet, embora muitas vezes infringindo direitos autorais, com a distribuição de cópias digitais não autorizadas.
As videoaulas são muito usadas na educação à distancia, com o objetivo de ilustrar, reforçar e complementar o conteúdo do curso. É um importante recurso didático que auxilia na fixação de conteúdos.
O formato pode variar. Pode ser um vídeo de um professor falando na câmera, fotografias e textos sobre o assunto ou alguma mistura destes. A Academia Khan foi bem sucedida no ensino de matemática usando notas escritas usando o doodle pad do Yahoo! com uma narração por Salman Khan (educador). Estes foram então carregados em YouTube onde eles foram populares e influentes. Essas palestras são uma parte fundamental do flip teaching em que o trabalho inicial de comunicar o essencial do tópico é feito pela aula de vídeo.